# Lütschine
Lütschine – rzeka w Berner Oberland, w kantonie Berno, w Szwajcarii. Rzeka bierze swe początki w lodowcach spływających z Alp Berneńskich, gdzie źródła mają jej dwa główne dopływy: Schwarze Lütschine i Weisse Lütschine. Dopływy te łączą się w małej miejscowości Zweilütschinen, około 6,5 km na południe od Interlaken. Około 8,5 km dalej, w Bönigen, Lütschine wpada do jeziora Brienz.
Razem z dopływami Lütschine ma długość 21,7 km i ciągnie się przez całą dolinę Lauterbrunnental. Sama Lütschine jest dopływem rzeki Aare i należy do zlewni Morza Północnego. 

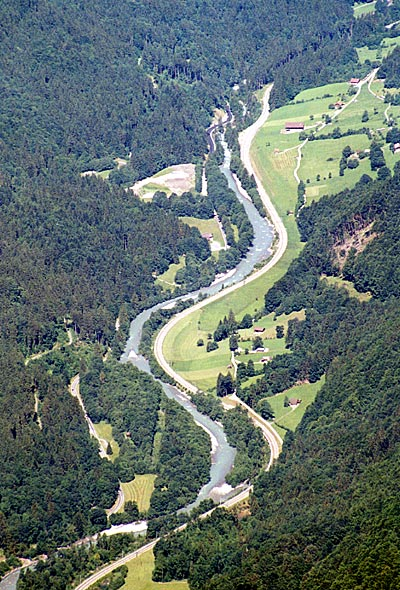
Lütschine
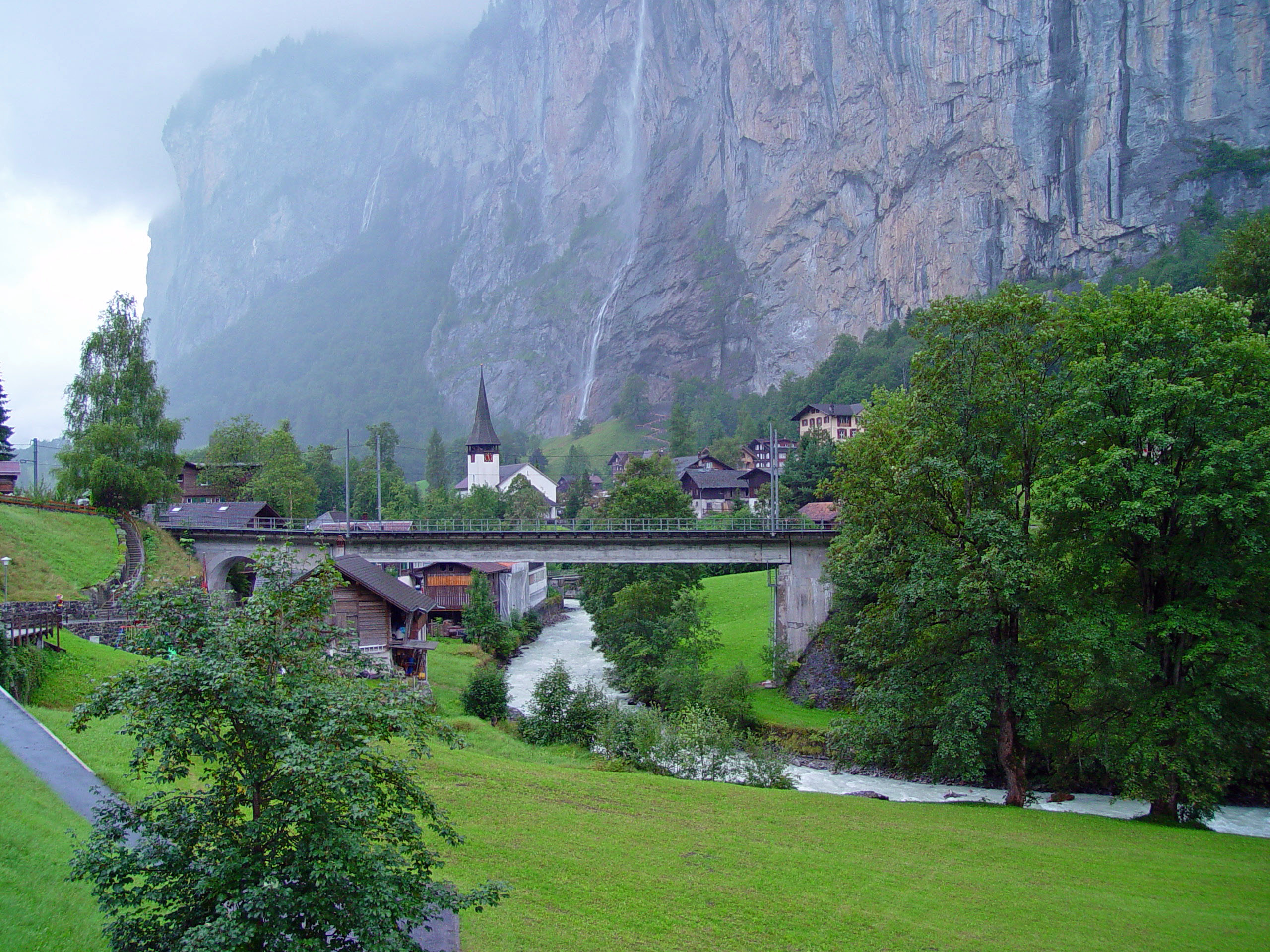
Lütschine w Lauterbrunnen
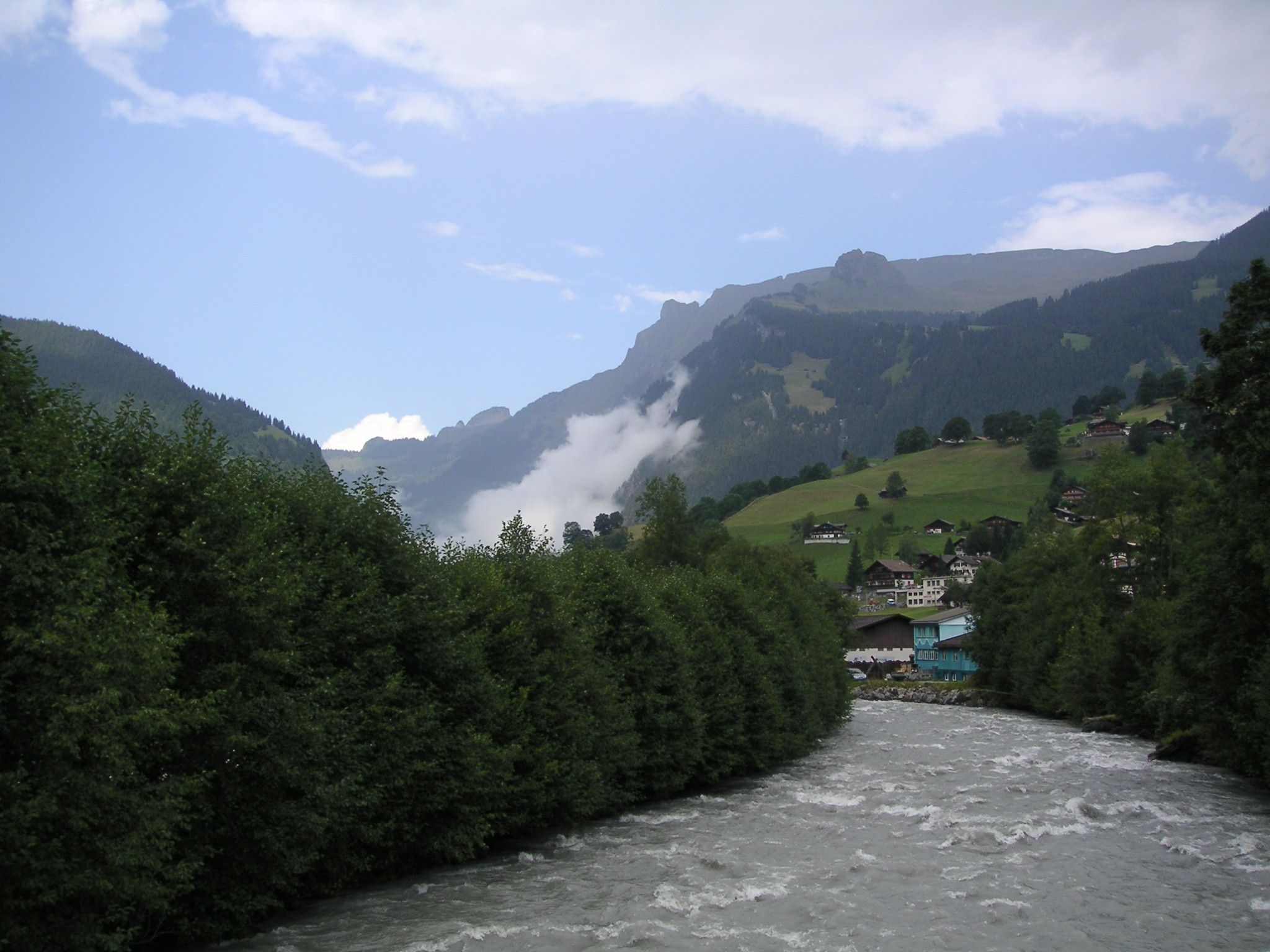
Schwarze Lütschine w Grindelwaldzie
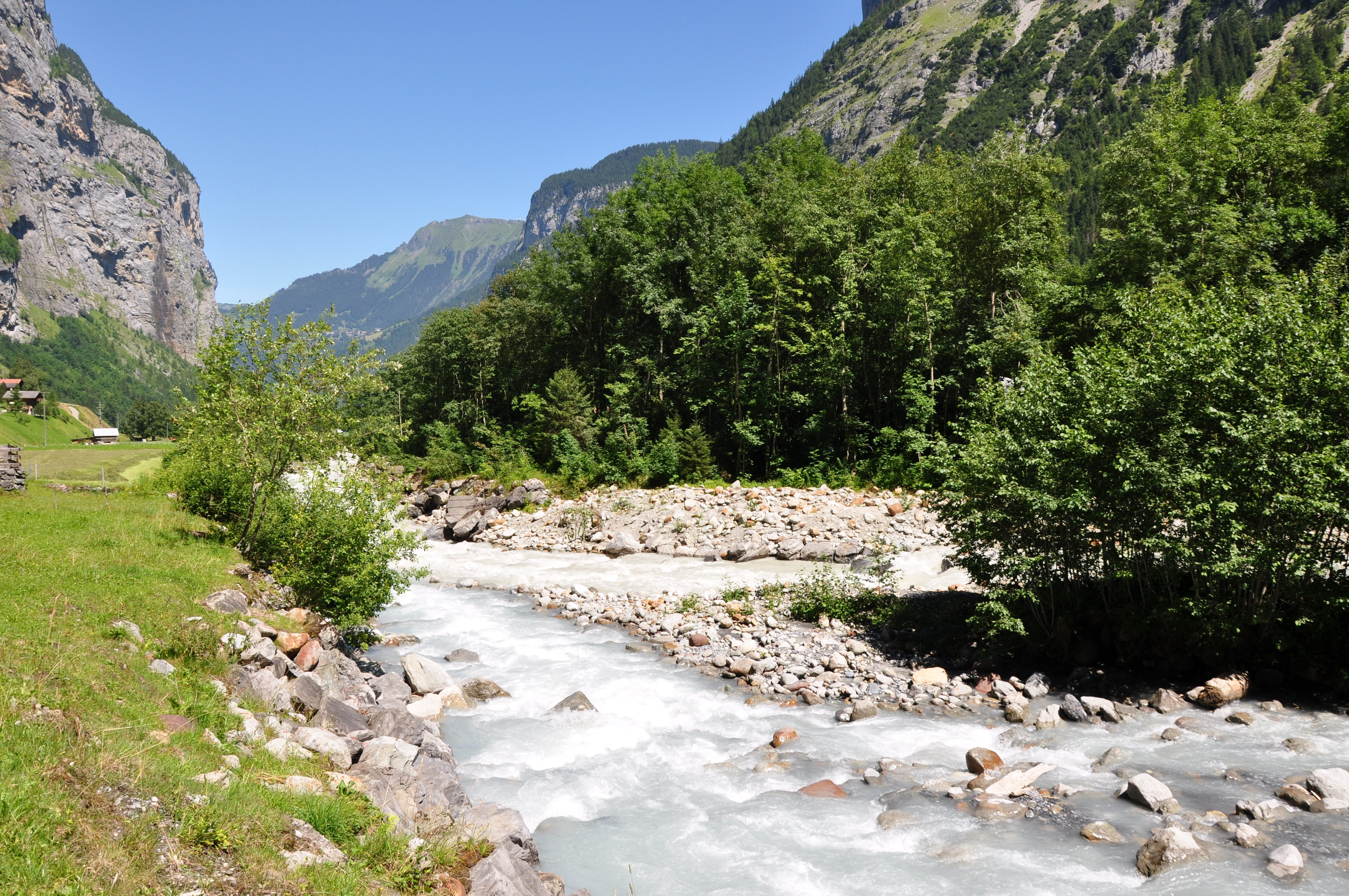
Weisse Lütschine